# Не спалося, а ніч, як море…
«Не спалося, а ніч, як море…» — вірш Тараса Шевченка, написаний 1847 року у С.-Петербурзі.

## Написання
Збереглося два чистові автографи вірша: в окремому рукопису циклу «В казематі» і в «Малій книжці». Автографи не датовані. Вірш датується за місцем автографа в окремому рукопису циклу «В казематі» й «Малій книжці» та часом ув'язнення Шевченка в казематі III відділу з 17 квітня по 30 травня 1847 року, орієнтовно: 19—30 травня 1847-го, місце написання — С.-Петербург.
Вірш створений одночасно з усім циклом «В казематі» і спочатку входив до цього циклу. Первісний автограф не відомий. До найранішого відомого рукопису циклу «В казематі» вірш занесено між поезіями «Садок вишневий коло хати…» та «Рано-вранці новобранці...», після поезії «Весеннє сонечко ховалось…» («Н. Костомарову»), яка в окремому автографі має дату: «1847 мая 19». З автографа в окремому рукопису циклу «В казематі» Шевченко після повернення з Аральської описової експедиції до Оренбурга, наприкінці 1849-го (не раніше 1 листопада) або на початку 1850 року (не пізніше дня арешту поета 23 квітня), переписав цикл, а в його складі з деякими виправленнями і вірш «Не спалося, а ніч, як море…», до «Малої книжки» (до третього зшитка за 1846—1847 роки). Тут вірш так само міститься між поезіями «Садок вишневий коло хати…» та «Рано-вранці новобранці…» і має в складі циклу порядковий номер 9. Перебуваючи в Москві, 18 березня 1858 року, поет переписав цикл «В казематі» з «Малої книжки» до «Більшої книжки», але не увів до нього вірш «Не спалося, а ніч, як море…».

## Публікація
Вперше вірш надруковано у виданні: «Кобзарь Тараса Шевченка / Коштом Д. Е. Кожанчикова» (СПб., 1867 рік, стор. 400—402) і того ж року — у виданні: «Поезії Тараса Шевченка» (Львів, том 2, стор. 184—186), в обох виданнях подано за «Малою книжкою».

## Сюжет
Вірш відтворює діалог двох солдатів-вартових, отже, очевидно, навіяний реальною казематною обстановкою, в якій поет перебував у той час. Проте основний конфлікт вірша не новий у творчості Шевченка: він проходить через багато поетичних оповідань про занапащення дівчат-кріпачок. Головний герой вірша розповідає, як його наречену звів панич. Другий солдат згадує власну історію взаємин з розбещеною пані й рішуче радить товаришеві «приколоти» винуватця трагедії, тим самим стверджуючи право скривдженого на помсту. Але той не згоджується, хоч раніше і сам готовий був убити звабника. Твір підводить до думки, що суть справи не в окремих вчинках «злих» чи «добрих» панів і паничів і що причиною несправедливостей є експлуататорський соціальний лад, заснований на сваволі одних і повному безправ'ї інших.